# خوان ایگناسیو ماره
خوان ایگناسیو ماره (انگلیسی: Juan Ignacio Mare؛ زادهٔ ۳ مهٔ ۱۹۹۵) بازیکن فوتبال اهل آرژانتین است.